# Glaucophyta
Glaucophyta је група једноћелијских, ређе колонијалних, слатководних алги, које се карактеришу присуством цијанела у ћелији. Цијанеле су хлоропласти настали примарном ендосимбиозом, што ову групу алги сврстава, заједно са групама црвених алги и зелених биљака, у царство Archaeplastida. За разлику од хлоропласта у ове две групе, цијанеле поседују пептидогликански слој између две мембране што упућује на порекло ових хлоропласта од модрозелених бактерија.
Сличност цијанела са модрозеленим бактеријама (цијанобактеријама) огледа се и у присуству истих главних фотосинтетичких пигмената — присутни су хлорофил a и фикобилини. За разлику од цијанобактерија, цијанеле не поседују ксантофиле миксоксантофил и ехиненон (Chapman 1966), као ни респираторни електрон-транспортни ланац. Међутим, постоје разлике и у односу на типичне хлоропласте — у геному цијанела кодиране су обе подјединице ензима РУБИСКО (рибулозо-1,5-бисфосфат карбоксилаза оксигеназа), а као продукт фотосинтезе из цијанела излази глукоза (а не триозо-фосфати). Резервни угљени хидрат је скроб, који се налази у облику скробних зрна ван хлоропласта (попут скробних зрна црвних алги).
Постоје покретне и непокретне врсте или стадијуми у животном циклусу. Покретни облици поседују два неједнака бича, на којима могу постојати два реда финих длачица (мастигонема). Митоза је отвореног типа, у ћелији не постоје центриоле.

## Систематика
У ранијим системима класификације, ова група алги сврставана је међу криптомонаде, црвене алге, зелене алге, или еуглене. Новији системи их препознају као засебан раздео алги, а најбројнија су сценарија која их филогенетски постављају уз црвене и зелене алге. Глаукофите данас обухватају мали број „ваљаних“ родова (по неким ауторима око 9 родова са више од 13 врста), сврстаних у засебне фамилије и редове:
ред 
?род 
?род 
фамилија Cyanophoraceae Kies & Kremer 1986
род  O.A. Korshikov 1924
ред 
?род 
фамилија 
род 
ред 
фамилија 
 ?род 
?род 
род 
фамилија 
род 
Ради постојања свих таксономских категорија, ови редови се сврставају у класу .